# Hombres (canción de 2001)
«Hombres» es una canción interpretada por el grupo español Fangoria, incluida en su tercer álbum de estudio, Naturaleza muerta. Compuesta por Alaska, Nacho Canut y Luis Prosper; y producida por Fangoria y Carlos Jean, fue publicada como segundo sencillo del álbum el 5 de noviembre de 2002, en formato CD maxisencillo. Alcanzó el puesto número dos en la lista de sencillos más vendidos de España.

## Antecedentes y composición
«Hombres» fue escrita en un principio por Luis Prosper cuando componía la banda Heroica. Más tarde, esta fue cedida a Fangoria para incluirla en su álbum de estudio Naturaleza muerta (2001). La canción, habla en sus versos sobre distintos tipos de hombres.

## Lanzamiento y formatos
La edición física del sencillo contenía tres remezclas (Javier García, Acting-Out, Varón Dandy, Chino Torres y Rúdiguer) y el vídeo de la canción. La portada, como todos los sencillos del álbum es una captura del videoclip. 

## Vídeo musical
El videoclip comienza con una vista del neón de un casino, mostrando a Alaska bajando las escaleras, intercalado con imágenes de máquinas tragamonedas y otros juegos de azar, destacando especialmente a Nacho Canut jugando y apostando en la ruleta. Luego, se ve a Alaska, vestida con un abrigo negro, bailando frente a un croma que proyecta imágenes de las tragamonedas.
A continuación, se sienta junto a Nacho para jugar a la ruleta, y de manera repentina, empieza a tener premoniciones sobre los números ganadores. A medida que sigue apostando, va ganando fichas, hasta que el croma vuelve a aparecer. El video culmina con Nacho caminando sobre la superficie de la Luna, tal como menciona la letra de la canción.

## Lista de canciones y formatos
| Sencillo en CD publicado en España |           |          |  |
| N.º                                | Título    | Duración |  |
| 1.                                 | «Hombres» | 03:53    |  |

| Maxisencillo en CD publicado en España |                               |          |  |
| N.º                                    | Título                        | Duración |  |
| 1.                                     | «Hombres»                     | 03:53    |  |
| 2.                                     | «Hombres» (Carlos Jean Remix) | 03:55    |  |
| 3.                                     | «Hombres» (MM Remix)          | 08:18    |  |
| 4.                                     | «Hombres» (Spunky Remix)      | 06:49    |  |
| 5.                                     | «Hombres» (Video)             | 03:35    |  |

| Sencillo en vinilo de 7" publicado en España |                               |          |  |
| N.º                                          | Título                        | Duración |  |
| 1.                                           | «Hombres»                     | 03:53    |  |
| 2.                                           | «Hombres» (Carlos Jean Remix) | 03:55    |  |

| Maxisencillo en vinilo de 12" publicado en España |                            |          |  |
| N.º                                               | Título                     | Duración |  |
| 1.                                                | «Hombres»                  | 03:53    |  |
| 2.                                                | «Hombres» (By Spunky)      | 06:49    |  |
| 3.                                                | «Hombres» (By Carlos Jean) | 03:55    |  |
| 4.                                                | «Hombres» (By MM)          | 08:18    |  |

## Créditos y personal

### Dirección
- Grabado en Loop Sound (Madrid, España)
- Ⓒ 2001 Subterfuge Records

### Personal
- Alaska: voz, composición, producción
- Ignacio Canut: composición, producción
- Luis Prosper: composición
- Carlos Jean: composición, producción
- Rafa Spunky: coros
- José Luis Crespo: masterización
- Carles Congost: fotografía
- Javier Aramburu: dirección artística, diseño

Créditos adaptados de las notas del álbum Naturaleza muerta.